# Bioinformatics
Bioinformatics är en vetenskaplig tidskrift med öppen tillgång, som ges ut varannan vecka och som behandlar forskning och programvara inom bioinformatik och beräkningsbiologi. Det är den officiella tidskriften för International Society for Computational Biology (ISCB), tillsammans med PLOS Computational Biology.
Tidskriften grundades som Computer Applications in the Biosciences (CABIOS) år 1985. Den grundande chefredaktören var Robert J. Beynon. År 1998 fick tidskriften sitt nuvarande namn och etablerade en onlineversion av tidskriften. Den publiceras av Oxford University Press och från och med 2014 är chefredaktörerna Alfonso Valencia och Janet Kelso. Tidigare redaktörer inkluderar Chris Sander, Gary Stormo, Christos Ouzounis, Martin Bishop och Alex Bateman. År 2014 utsågs dessa fem redaktörer till de första hedersredaktörerna för Bioinformatics. Enligt Journal Citation Reports hade tidskriften en impact factor på 5,610 för 2019.
Från 1998 till 2004 var Bioinformatics ISCB:s officiella tidskrift. År 2004, eftersom många ISCB-medlemmar hade institutionella prenumerationer på Bioinformatics, beslutade ISCB att inte förnya sitt kontrakt med tidskriften. Från och med  2005 blev PLOS Computational Biology den officiella ISCB-tidskriften. I januari 2009 blev Bioinformatics återigen en officiell tidskrift för ISCB, tillsammans med PLOS Computational Biology.
Protokollen från konferensen Intelligent Systems for Molecular Biology och European Conference on Computational Biology har publicerats i specialnummer av Bioinformatics sedan 2001 respektive 2002.
Efter budgetproblem lade grekiska universitet ner sina prenumerationer på Bioinformatics 2013.